# Joseph Anton Rohe

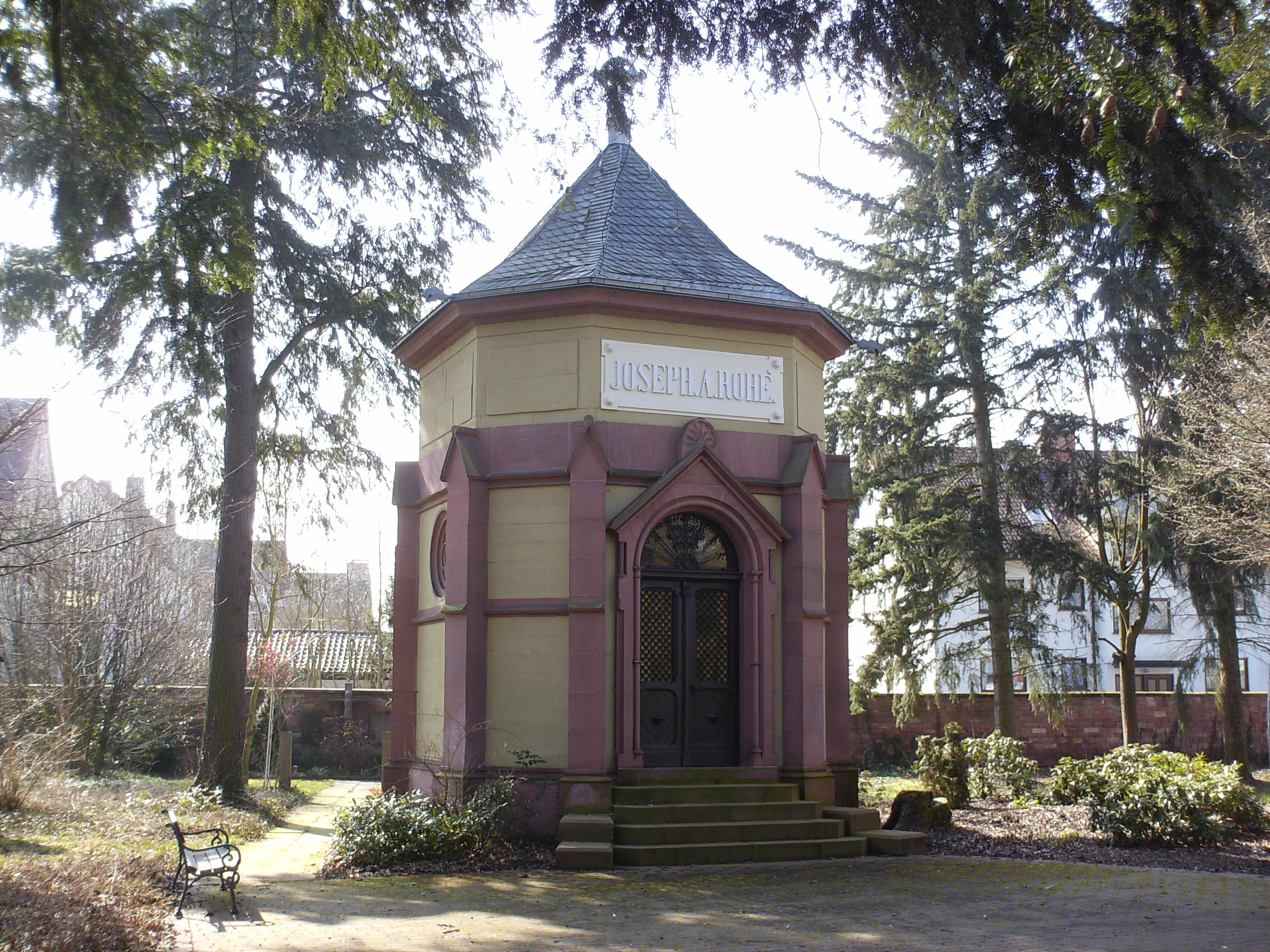
Das von Rohe zu Lebzeiten selbst in Auftrag gegebene Mausoleum

Joseph Anton Rohe (* 1. Mai 1814 in Kleinwallstadt; † 12. Februar 1892 in Rom) war ein deutscher Kaufmann und Stifter. 

## Leben
Aus armen Verhältnissen stammend, absolvierte Rohe mit Unterstützung der Gemeinde eine kaufmännische Lehre in einem Frankfurter Fuhrwerksbetrieb. 1840 zog er 26-jährig nach Paris und eröffnete dort mit einem Geschäftspartner ein Juweliergeschäft. Fünf Jahre später wanderte er in die USA aus und arbeitete dort zunächst nur als Friseurgehilfe. 
Bald zeigte sich, dass in Amerika ein Mangel an Musikinstrumenten herrschte und der Handel mit ihnen gute Gewinne versprach. So veräußerte Rohe seinen gesamten Besitz, erwarb Musikinstrumente in Europa und eröffnete in New York eine Musikalienhandlung. 
Seine Überfahrten nach Übersee finanzierte Rohe meist, indem er auf ihnen als Matrose oder Kohlenschipper arbeitete, obwohl er damals schon über ein beträchtliches Vermögen verfügte. Zwischen seinen Reisen besuchte er immer wieder seine Heimat. 
Durch den Handel mit Instrumenten gelangte Rohe zu stattlichem Reichtum, den er durch Aktienspekulationen im Sezessionskrieg zu einem Millionenvermögen vervielfachte. 
1875, mit 60 Jahren, verkaufte Rohe sein Geschäft in New York, und erwarb in Grundstück in seiner Heimat Kleinwallstadt. Da Rohe keine eigene Familie hatte, der er sein Vermögen hätte vererben können, gründete er in seinen späten Jahren eine Stiftung, die der Linderung von Not und Armut in seiner Heimatgemeinde dienen sollte. Zu diesem Zweck ließ er ein Gebäude errichten, das später die Rohe'sche Villa genannt wurde und heute Teil eines Seniorenheims ist.
Seinen Ruhestand verbrachte Rohe abwechselnd in Kleinwallstadt und Rom, wo er gleichfalls eine Villa mit Weingärten besaß. Dort in Rom verstarb Rohe am 12. Februar 1892 an den Folgen einer Lungenentzündung. Nach Überführung wurde sein Leichnam am 27. März auf dem Wallstädter Stiftungsgelände beigesetzt, und zwar in einem Mausoleum, das Rohe bereits 1885 hatte errichten lassen. Es ist noch heute Bestandteil des Stiftungsparks.
Nach Rohe benannt sind die Josef-Anton-Rohe-Grundschule und die Josef-Anton-Rohe-Mittelschule in Kleinwallstadt.